# Батавия (верфь)

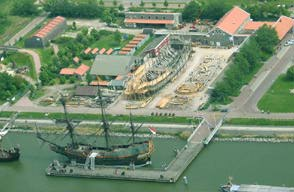
Общий вид верфи в 2004 году. Корабль «Батавия» у причала, «Семь провинций» — на стапелях

Верфь Батавия (нидерл. Bataviawerf) — судостроительная верфь в Лелистаде (Нидерланды), предназначенная для строительства копий-реплик  кораблей XVII века с использованием, насколько это возможно, технологий соответствующей эпохи. Расположена на берегу озера Маркермер (бывший морской залив Зёйдерзе). Открыта для посетителей и является одной из популярных достопримечательностей Лелистада.
Основана в 1985 году с целью строительства копии галеона «Батавия» (1628 год) Голландской Ост-Индийской компании. После завершения строительства «Батавии» в 1995 году на верфи началось строительство копии военного корабля «Семь провинций» (1665 год).